# Moqueca

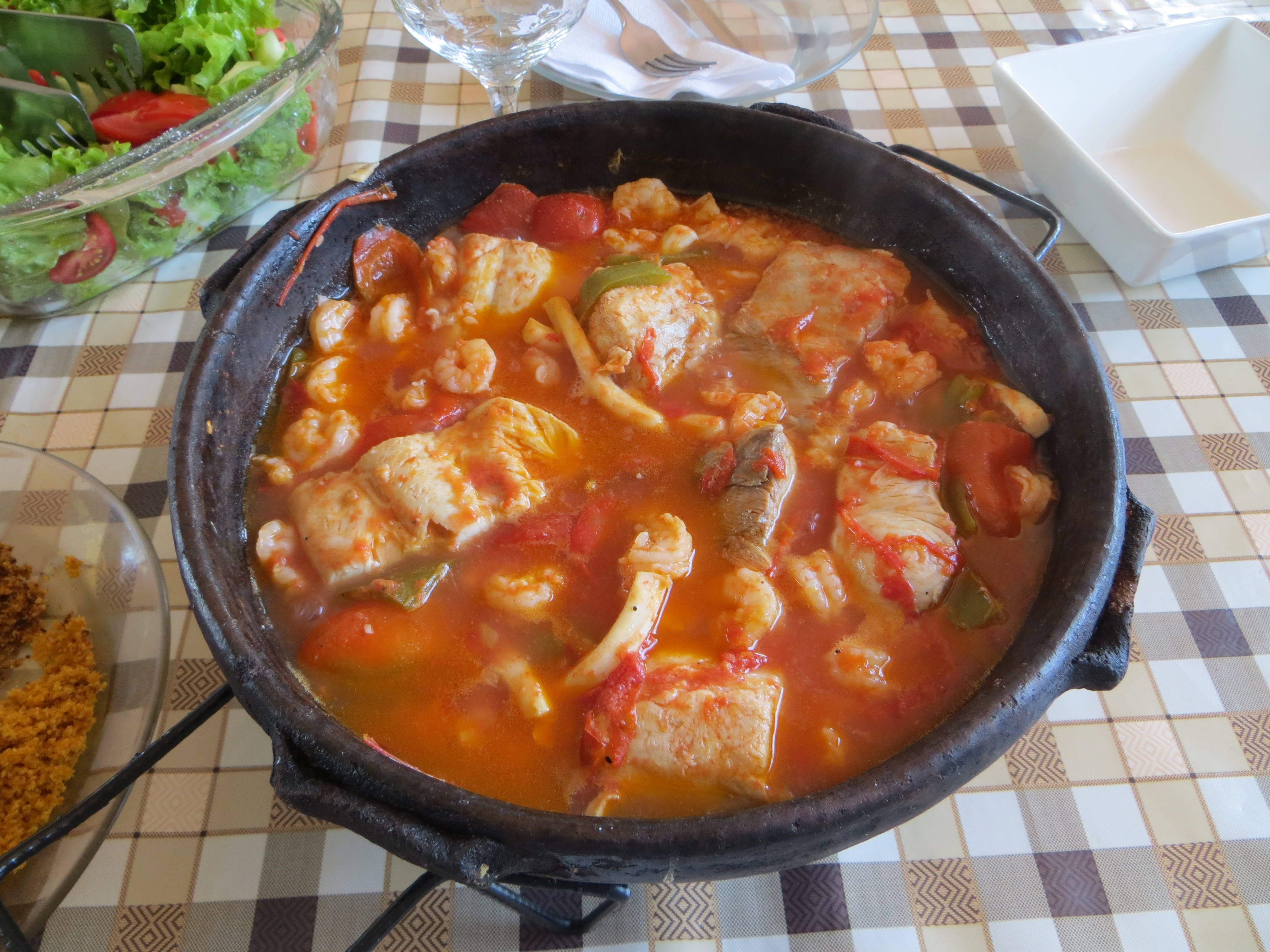

Moqueca is een traditioneel Braziliaans visgerecht. Het is met name afkomstig uit de staten Bahia (moqueca baiana) en Espírito Santo (moqueca capixaba). Het gerecht is van oorsprong deels inheems, deels Afro-Braziliaans.

## Naamgeving
Het woord moqueca is afgeleid van de inheemse term moquem. Dit is een netwerk van takken, waaronder een vuur gebrand wordt. In 1584 tekende de Portugese pater Fernão de Cardim al op dat de inheemse bevolking op een dergelijk vuur vis met groenten roosterde.

## Moqueca baiana vs. moqueca capixaba
Er bestaat een soort van rivaliteit tussen de staten Bahia en Espírito Santo over waar de "echte" moqueca vandaan komt. Het belangrijkste verschil tussen moqueca baiana en moqueca capixaba is dat in de laatste geen palmolie en kokosmelk gebruikt worden, maar olijf- of sojaolie en orleaan.

## Panela de barro
Moqueca wordt traditioneel bereid in een aardewerken pan, panela de barro genoemd. Deze pannen worden gemaakt van klei en het sap van de mangrove. Tijdens het in vorm brengen van de pan wordt de klei steeds met mangrovesap besprenkeld. Dit maakt de pan waterdicht en geeft hem de typisch zwarte kleur.
Met name in de stad Vitória is er een groep goed georganiseerde vrouwen, Paneleiras genaamd, die op traditionele wijze deze pannen maken. Zo kunnen zij in hun onderhoud voorzien.